# IEEE Software
IEEE Software ist ein weltweites, englischsprachiges Magazin für Entwickler und Führungskräfte in Software und IT und wird von der IEEE Computer Society herausgegeben. Es ist adressiert an professionelle Softwareentwickler wie Requirements-Ingenieure, Analysten, Designer, Architekten, Tester, Qualitäts-Ingenieure, Projektleiter und Prozessmanager. Die Beiträge sind von weltweit führenden Experten verfasst und werden vor der Veröffentlichung per Peer-Review geprüft. Sie adressieren Themen aus der gesamten Softwareentwicklung, von technologischen Neuigkeiten über grundsätzliche Methodik und beste Praktiken, Fachbeiträgen zu einem bestimmten Thema wie CMMI-Nutzung in der Praxis, bis hin zu Schwerpunktthemen wie beispielsweise Architekturen, Informationssicherheit oder Requirements Engineering. Regelmäßige Beiträge zu Themen wie Design, Technologien, Programmiersprachen, Softwarequalität und Management verschaffen dem interessierten Leser einen guten Überblick zum Stand der Technik.
Die folgenden Personen haben als Chefredakteur gewirkt:
- Bruce Shriver, 1983–1986
- Ted Lewis, 1987–1990
- Carl Chang, 1991–1994
- Alan M. Davis, 1995–1998
- Steve McConnell, 1999–2002
- Warren Harrison, 2003–2006
- Hakan Erdogmus, 2007–2010
- Forrest Shull, seit 2011